# 拉赫季省
拉赫季省（阿拉伯语：‎）是也門南部的一個省，南臨亞丁灣。面積14,003平方公里，2004年人口722,694人。首府拉赫季。該省冬季氣候溫和，夏季氣候炎熱。该省生产的农作物占也門农业总产量的3.7%。
1. ↑  . Central Statistical Organisation.   [24 February 2013]. （原始内容存档于9 October 2012）.